# Пица од сладића
Пица од сладића (енгл. Licorice Pizza) је америчка драмедија из 2021. године, у режији и по сценарију Пола Томаса Андерсона. Главне улоге глуме: Алана Хаим, Купер Хофман, Шон Пен, Том Вејтс, Бредли Купер и Бени Сефди. Радња филма смештена је у 1973. годину, а прати развој односа младог пара.
Приказан је 26. новембра 2021. године у одабраним биоскопима у САД, док је 25. децембра пуштен у биоскопе широм света. Добио је позитивне рецензије критичара, те је на 94. додели Оскара номинован за три награде: најбољи филм, најбољег редитеља и најбољи оригинални сценарио, што га чини првим филмом који је у потпуности произвео, пласирао и дистрибуирао Metro-Goldwyn-Mayer који је номинован за Оскара за најбољи филм од Кишног човека (1988). Такође је добио три награде Националног одбора за рецензију филмова, проглашен за један од најбољих филмова 2021. од стране Америчког филмског института, као и четири номинације за награде Златни глобус.

## Радња
Филм прати причу о Гарију Валентајну и Алани Кејн док одрастају, јурцају унаоколо и заљубљују се у долини Сан Фернандо. Смештена у 1973, ова драма о пунолетству показује колико непредвидљив може да буде пут прве љубави.

## Улоге
| Глумац               | Улога          |
| -------------------- | -------------- |
| Алана Хаим           | Алана Кејн     |
| Купер Хофман         | Гари Валентајн |
| Шон Пен              | Џек Холден     |
| Том Вејтс            | Рекс Блау      |
| Бредли Купер         | Џон Питерс     |
| Бени Сефди           | Џоел Вокс      |
| Скајлер Гисондо      | Ланс Браниган  |
| Мери Елизабет Елис   | мама Анита     |
| Џон Мајкл Хигинс     | Џери Фрик      |
| Кристина Еберсоле    | Луси Дулитл    |
| Харијет Сенсом Харис | Мери Грејди    |
| Рајан Хефингтон      | Стив           |
| Нејт Ман             | Брајан         |
| Џозеф Крос           | Метју          |
| Изабел Кусман        | Сју Померанц   |
| Дестри Алин Спилберг | Фризби Кахил   |
| Џорџ Дикаприо        | господин Џек   |
| Ијана Халеј          | Бренда         |
| Реј Чејс             | Б. Мичел Рид   |
| Ема Думон            | Бренда         |
| Јуми Мизуи           | Миоко          |
| Мегуми Анџо          | Кимико         |
| Маја Рудолф          | Гејл           |
| Тим Конвеј Млађи     | Вик            |
| Емили Алтхаус        | Кики Пејџ      |
| Мило Хершлаг         | Грег Валентајн |